# Réti Erika
Réti Erika (Miskolc, 1944. május 17.) Déryné- és Aase-díj-as magyar színésznő, a Kecskeméti Katona József Nemzeti Színház örökös tagja.

## Életpályája
„Az érettségi és a balettiskola után rögtön balerinaként léphettem a „csodák mezejére", a Miskolci Nemzeti Színházban. Még abban az évben az első prózai szerep: Madách: Az ember tragédiája; Virágáruslány. És találkozások az egyre nagyobb szerepekkel: dráma, operett, zenés vígjátékok. Mindenből tanulhattam: ez volt az én Főiskolám. Majd Kaposvár: szerepálmom teljesülése: Roxane. Kilenc év után Kecskemét…”

1962-től a Miskolci Nemzeti Színháznál indult a pályája. 1969-től a kaposvári Csiky Gergely Színház színésznője volt. 1979-ben szerződött Kecskemétre, ahol 2024-ig szerepelt a Kecskeméti Katona József Nemzeti Színház örökös tagja.

## Magánélete
1973-ban házasságot kötött Kiss Jenő színésszel. Két gyermeke van; Viktória (1967) és Gergely (1976).

## Színházi szerepei
- Oscar Straus: Varázskeringő – Franci
- Abay Pál: Piros jaguár – Emmi
- Jary: Ketten Párizsban – Nicole
- Niccolò Machiavelli: Mandragóra – Lucrezia
- Kálmán Imre: A cigányprímás – Sári; Irinoy grófné
- Ábrahám Pál: Viktória – Ach Wong
- Csiky Gergely: A nagymama – Márta
- Weöres Sándor: Szent György és a sárkány – Barbara
- Giordano Bruno: A gyertyaöntő – Carubina
- Halász Szabolcs: Tizenkét lakáskulcs – Kati
- Szép Ernő: Patika – Királynő
- Lehár Ferenc: Pacsirta – Borcsa
- Schönthan testvérek – Kellér Dezső – Horváth Jenő – Szenes Iván: A szabin nők elrablása – Róza
- Jacques Offenbach: Gerolsteini nagyhercegnő – Krisztina
- William Shakespeare: Ahogy tetszik – Phoobe
- Barta Lajos: Szerelem – Lujza
- Johann Strauss: Bécsi diákok – Erzsi
- Arden-DArcy: Királyi kegy, avagy a színésszé lett katona – Hercegnő
- Pietro Garine – Sandro Giovannini: Rinaldó harcba megy – Angelica di Valscutari
- Ray Henderson: Diákszerelem – Patricia
- Kálmán Imre: A cirkuszhercegnő – Mabel; Karolin
- Kerekes János: Állami áruház –
- William Shakespeare: Troilus és Cressida – Andromache
- Edmond Rostand: Cyrano de Bergerac – Roxan
- Molière: Képzelt beteg – Angyalka
- Szigligeti Ede: Liliomfi – Mariska; Kamilla kisasszony
- Jacobi Viktor: Sybill – Tanárnő
- Hervé: Nebáncsvirág – Denise de Flavigny; Corinna; Fejedelemasszony
- Ránki György: Muzsikus Péter – Brácsa mama
- Murray Schisgal: Szerelem – óh! – Ellen
- Molière: Úrhatnám polgár – Nicole
- Fernand Crommelynck: A csodaszarvas – Stella
- Nyikolaj Vasziljevics Gogol: A revizor – Anna Andrejevna
- Hunyady Sándor: Feketeszárú cseresznye – Milica
- Georges Feydeau: Osztrigás Mici – Osztrigás Mici
- Sarkadi Imre: Elveszett paradicsom – Éva
- Paul Burkhard: Tűzijáték – Iduna
- Friedrich Schiller: Ármány és szerelem – Lady Milford; Millerné
- Miroslav Hornícek: Két férfi sakkban – Bianca
- Anton Pavlovics Csehov: Lakodalom – Anna Martinovna Zmejukina
- Vlagyimir Vlagyimirovics Majakovszkij: Vörös menyegző – Elzevira Davidovna
- Ilf és Petrov: Heves érzelem – Rita
- William Shakespeare: Szentivánéji álom – Titánia
- Gyurkó László: Az egész élet – A nő
- Gyurkó László: Faustus doktor boldogságos pokoljárása –
- Alexander Gelman: A pad – A nő
- Csiky Gergely: Mukányi – Ella
- Bertolt Brecht: Koldusopera – Polly
- Wolfgang Amadeus Mozart – Gioachino Rossini: Figaro, a sevillai borbély – Grófné
- Bernard Slade: Jövőre, veled, ugyanitt – Doris
- Németh László: Villámfénynél – Bakos felesége
- Fekete Sándor: A Lilla-villa titka – Lilla
- Lehár Ferenc: Luxemburg grófja – Fleury
- Vlagyimir Gubarjov: Szarkofág – Anna Petrovna kandidátus
- Dario Niccodemi: Tacskó – Emilia Bernini
- Kálmán Imre: Csárdáskirálynő – Cecília
- Friedrich Dürrenmatt: A fizikusok – Martha Boll
- Szirmai Albert – Bakonyi Károly – Gábor Andor: Mágnás Miska – Nagymama
- Molnár Ferenc: Doktor úr – Marosiné
- Bertolt Brecht: Háromgarasos opera – Célia
- Örkény István: Macskajáték – Paula
- Claude Magnier – Nádas Gábor – Szenes Iván: Mona Marie mosolya – Carlierné
- Gerhart Hauptmann: Naplemente előtt – Petersné
- Rita Zimmer – Wolfgang Kohlhaase: Hal négyesben – Heckendorf Sarolta
- Giulio Scarnicci – Renzo Tarabusi: Kaviár és lencse – Helena Vietoris
- William Somerset Maugham: Csodás vagy, Júlia! – Dolly
- Molière: Tartuffe – Elmira
- Pozsgai Zsolt: Törődj a kerttel! – Ágnes
- Ödön von Horváth: Mesél a bécsi erdő – Anya
- Huszka Jenő: Lili bárónő – Illésházy Krisztina grófnő
- Tersánszky Józsi Jenő: Kakuk Marci – Csuriné
- Edward Albee: Nem félünk a farkastól – Martha
- Rejtő Jenő: Aki mer, az nyer – Ettinger Manyi irodafőnök
- Georg Büchner: Leonce és Léna – Nevelőnő
- Kacsóh Pongrác: János vitéz – Gonosz mostoha
- Federico García Lorca: Yerma – Első asszony
- Parti Nagy Lajos: Ibusár – Sárbogárdi Jolán
- Ábrahám Pál: 3:1 a szerelem javára – Töttösy Melinda
- Victor Hugo: A királyasszony lovagja – Albequerque hercegnő
- Pozsgai Zsolt: Mert a mamának így jó – Maria Giannutri
- Iszaak Oszipovics Dunajevszkij: Szabad szél – Klementin
- Stanisław Wyspiański: A magyar menyegző – Tanácsosné
- William Shakespeare: Tévedések vígjátéka – Emília
- Lionel Bart: Olivér – Bedwin asszony
- Mikszáth Kálmán: A beszélő köntös – Bulki Klára
- Pozsgai Zsolt: A szörny és a szép – Karcsi néni
- Molière: Fösvény – Fruzsina
- August Strindberg: Az apa – Margret
- William Shakespeare: Sok hűhó semmiért – Ursula
- Eisemann Mihály: Fekete Péter – Szőnyi Ella; Ságiné
- Paolo Taviani – Vittorio Taviani – Ennio Morricone: Előre hát, fiúk! – Concetta
- Jacques Offenbach: Orfeusz az alvilágban – Juno
- Pozsgai Zsolt: Meglőttük a fényes sellőt – Luisa
- Ács János: Casanova nuova (Az új Casanova) – Anya-színésznő
- William Shakespeare: Romeo és Júlia – Montague-né
- Witold Gombrowicz: Yvonne, burgundi hercegnő – Margit királyné
- Pierre-Augustin Caron de Beaumarchais: Figaro házassága, avagy egy őrült nap – Marcellina
- Friedrich Schiller: Don Carlos – Olivarez hercegnő
- Maurice Maeterlinck: A kék madár – Nagymama; Farkas; A bolygók királya
- Zerkovitz Béla: Csókos asszony – Szomszédasszony
- Hans Christian Andersen: A shówkirálynő – Nagymama; Öregasszony; Haramiaasszony; Manó
- Lázár Ervin: A kisfiú meg az oroszlánok – Szilvia
- Huszka Jenő: Bob herceg – A királynő
- Tasnádi István: Finito (Magyar zombi) – Özvegy Vecserák Károlyné
- Pozsgai Zsolt: Kecskeméti kiskondás – Disznómama
- William Shakespeare: A windsori víg nők – Sürge asszony
- Kálmán Imre: Montmartre-i ibolya – Durandné
- Paul Pörtner: Hajmeresztő – Mrs. Schubert
- Márai Sándor: Eszter hagyatéka – Olga
- Forgách András: A kulcs – Anya
- Rideg Sándor: Indul a bakterház – Banya
- Arthur Miller: Pillantás a hídról – Beatrice
- William Shakespeare: Harmadik Richárd – Margit
- Ken Ludwig: Káprázatos kisasszonyok – Florence néni
- Agatha Christie: Az egérfogó – Mrs. Boyle
- Tormay Cécile-Deres: A régi ház – Tini mamzel
- Réczei Tamás: Amazonok (érzelmes zakatolás) –
- Kocsis L. Mihály – Cseke Péter: Újvilági passió – Szereplő
- Kaffka Margit – Németh: Hangyaboly – Kunigunda
- Vitéz Miklós – Vadnay László: Meseautó – Anya
- Réczei Tamás: Vasárnapi gyerekek – Goldstein Estella; Stein Eszter; Tolnay Klári

## Filmjei
- Mire megvénülünk (1978)
- A néma levente (1983)
- Míg új a szerelem (1986)
- A pályaudvar lovagja (1993)
- Patika (1995)
- Üvegtigris (2001)
- Csocsó, avagy éljen május elseje! (2001)
- Valahol Oroszországban

## Díjai, kitüntetései
- Déryné-díj (1993)
- A Magyar Köztársasági Érdemrend kiskeresztje (1996)
- Katona József-díj (1998)
- Az évad színésznője (2002, 2004)
- Aase-díj (2002)
- Bács-Kiskun megyei művészeti-díj (2009)
- Pék Matyi-díj (2010)
- Gobbi Hilda-díj (2017)[3]
- Megyei Prima-díj